# Max Beckmann
Max Beckmann (12 de febrer de 1884 - 27 de desembre de 1950) va ser un pintor alemany.

## Biografia
Beckmann va néixer a Leipzig en el si d'una família de grangers, que van abandonar la granja per establir-se a Leipzig després del seu naixement. Beckmann va començar a dibuixar a una edat primerenca i el 1900 va ingressar en l'Acadèmia d'Arts de Weimar.
Beckmann va contreure matrimoni amb Minna Tube el 1903, i ambdós es van traslladar a París. Beckmann també va visitar Florència i Gènova abans d'establir-se a Berlín, el 1904.
La seva primera exposició va ser el 1912, i els seus primers quadres mostren la influència dels impressionistes. La seva obra va tenir èxit i Beckmann va poder dedicar-se completament a l'art. Beckmann va servir com a metge durant la Primera Guerra Mundial, però va ser donat de baixa després de sofrir una crisi nerviosa. Es considera que les seves experiències en la guerra van tenir un enorme efecte en la seva obra posterior i els seus quadres van començar a adoptar un estil expressionista.
Beckmann va donar classes a Frankfurt del Main des de 1915, però va ser acomiadat del seu lloc pel partit nazi el 1933.
A principis dels anys 30, va visitar París amb freqüència per pintar i va ser durant aquesta època que va començar a usar els tríptics, influït en part per El Bosch. Els seus quadres van ser classificats com degenerats pels nazis el 1937 i Beckmann es va establir a Amsterdam.
El 1947, va abandonar Amsterdam per establir-se aquesta vegada als Estats Units. Primer, a Missouri i, més tard, a Nova York. Va morir el 1950 per un atac al cor mentre es dirigiria al Museu Metropolità per assistir a una exposició de la seva obra.

## Obra
Beckmann va pintar diversos autoretrats, incloent-hi Autoretrat amb esmòquing (1927), que és considerat un clàssic. Moltes altres de les seves obres representen escenes de la vida quotidiana. Sovint mostren grotescs cossos mutilats i es consideren una crítica al govern alemany dels anys 1920 i 1930, a més d'una al·lusió a les seves experiències durant la Primera Guerra mundial.